# Buizerd
De buizerd (Buteo buteo) is een middelgrote tot grote roofvogel uit de familie van de havikachtigen. De wetenschappelijke naam van de soort werd als Falco buteo in 1758 gepubliceerd door Carl Linnaeus. De buizerd komt voor in het grootste gedeelte van Europa en delen van Azië. Hij is overwegend een standvogel die in hetzelfde gebied overwintert als waar hij broedt, behalve in de koudste gebieden en op enkele ondersoorten na. De vogel jaagt gebruikelijk in open land, maar nestelt in bosranden. Normaal gesproken bestaat de prooi van een buizerd voornamelijk uit kleine zoogdieren, amfibieën (zoals kikkers) en kleine vogels, maar hij is bij gelegenheid ook aaseter.
In Europa is het de meest voorkomende roofvogel. Vanaf de laatste decennia van de 20e eeuw is het buizerdbestand in de Benelux verveelvoudigd ten opzichte van de jaren 1960, toen hij door gebruik van pesticiden daar bijna verdwenen was. In Nederland komt hij algemeen voor, in 2020 waren er elf- tot twintigduizend broedparen en tienduizenden overwinteraars en doortrekkers.

## Kenmerken
De roep van de buizerd klinkt als een gerekt klagend gemiauw. Wanneer men een nest nadert, beginnen de buizerds opgewonden en miauwend boven de boomkruinen te vliegen. Dit gedrag heet in vogelaarstaal 'alarmeren'.
Bij buizerds bestaat een grote kleurvariatie, er zijn erg donker gekleurde exemplaren terwijl er ook zijn met een bijna witte onderkant. Het bovengedeelte is effen, terwijl aan de onderkant verschillende dwarsbanden getekend zijn. De staart van een volwassen buizerd heeft naast de donkere eindband nog 8-10 smalle donkere dwarsbanden. De spanwijdte van de vleugels is ongeveer 113 tot 128 cm. De totale lengte van kop tot staart is ongeveer 51 tot 57 centimeter.
Door de typische vlucht is de vogel gemakkelijk te herkennen; enkele vleugelslagen, kort zweven en dan weer een paar slagen. De buizerd is een uitgesproken langzame vlieger met zijn brede vleugels en de korte, brede staart. Vaak kan worden waargenomen dat een buizerd door een of meer kraaien, die in zekere zin zijn voedselconcurrenten zijn, wordt weggejaagd. De buizerd maakt ook graag gebruik van de thermiek. Op een mooie voorjaarsdag zijn vaak groepen buizerds te zien die zweven in de opstijgende warme lucht in een thermiekbel.
Een cirkelende buizerd is te herkennen aan de lange en brede vleugels en aan de relatief korte, breed gespreide staart. Mannetjes en vrouwtjes zijn alleen naast elkaar, bijvoorbeeld wanneer ze samen rondcirkelen te onderscheiden, waarbij het vrouwtje in de regel iets groter is dan het mannetje.
De buizerd kan verward worden met de wespendief. Deze is van de buizerd te onderscheiden door de banden op de staart. De wespendief heeft 2 banden aan de basis en 1 bijna aan het einde. De buizerd heeft vele banden op regelmatige afstand. Daarnaast heeft de wespendief een andere roep (hoge fluittonen) en is hij in vlucht te herkennen aan de bijna vlak gehouden vleugels, daar waar de buizerd de vleugels tijdens het zweven meer in een ondiepe v-vorm houdt.
De ruigpootbuizerd is een verwante soort die de Benelux uitsluitend bezoekt om te overwinteren. De ruigpootbuizerd is onder andere te herkennen aan de veren op de poten. Vaak worden licht gekleurde buizerds voor ruigpootbuizerds aangezien.

## Voedsel
Wat voedsel betreft is de buizerd een flexibele vogel en een opportunist; hij eet wat voorhanden is. Vandaar ook z'n brede verspreiding. Veldmuizen, mollen of konijnen vormen vaak het hoofdvoedsel samen met kikkers en kleine vogels. Een buizerd kan als het nodig is snel overschakelen op een ander voedingspatroon: ook dieren als eekhoorns, hazelwormen, waterhoentjes, insecten, verschillende amfibieën of vissen zijn dan niet veilig. Ook eet hij wel aas, meestal verkeersslachtoffers. Als hij een prooi ziet vanaf zijn uitkijkpost laat de buizerd zich er als een baksteen op vallen. In de winter zitten ze ook vaak op de grond; dan eten ze regenwormen. Mensen worden zelden of nooit door buizerds aangevallen, behalve een enkele keer joggers. Zij worden dan mogelijk instinctief geïnterpreteerd als een indringer op de vlucht.

## Voortplanting
De buizerd bouwt hoog in een boom, in een gaffelvormige boomtak of tegen de stam aanleunend, een nest van dode takken, met daarop bijvoorbeeld dennen- of larikstakken. Een nest van een roofvogel zoals de buizerd noemt men een horst. De vogel zal gemakkelijk een horst uit vorige jaren weer opbouwen.
Het vrouwtje legt in mei twee tot vier eieren, maar meestal drie. Deze witachtige eieren hebben bruine vlekken en vegen. De broedtijd is 28 tot 31 dagen. Het jong dat als eerste uit het ei komt heeft de grootste kans te overleven. Bij gebrek aan voldoende voedsel sterft het zwakste kuiken en wordt uit het nest gegooid, of opgegeten door de rest. Buizerdjongen hebben een typisch witte bles op het achterhoofd. De kuikens houden het nest netjes, uitwerpselen verdwijnen met kracht over de rand. De jongen blijven zes tot zeven weken in het nest. Naarmate ze ouder worden verwijderen de jongen zich steeds verder van het nest.
Een buizerd is pas na 3 à 4 jaar geslachtsrijp. Dit betekent dat heel wat buizerds rondvliegen die niet broeden. De maximale leeftijd van het dier is 26 jaar in de vrije natuur en 30 jaar in gevangenschap.

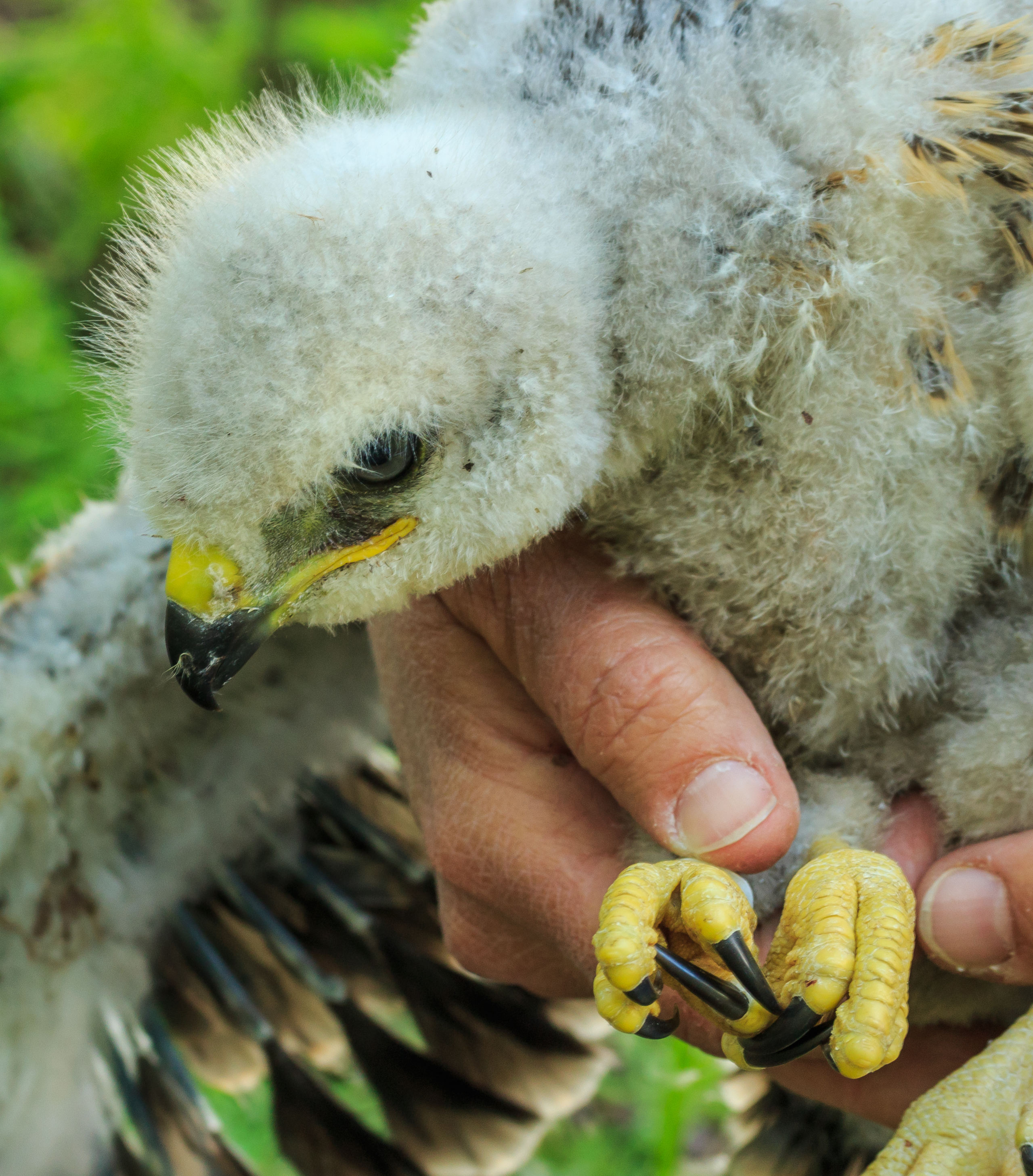
Jonge buizerd wordt geringd
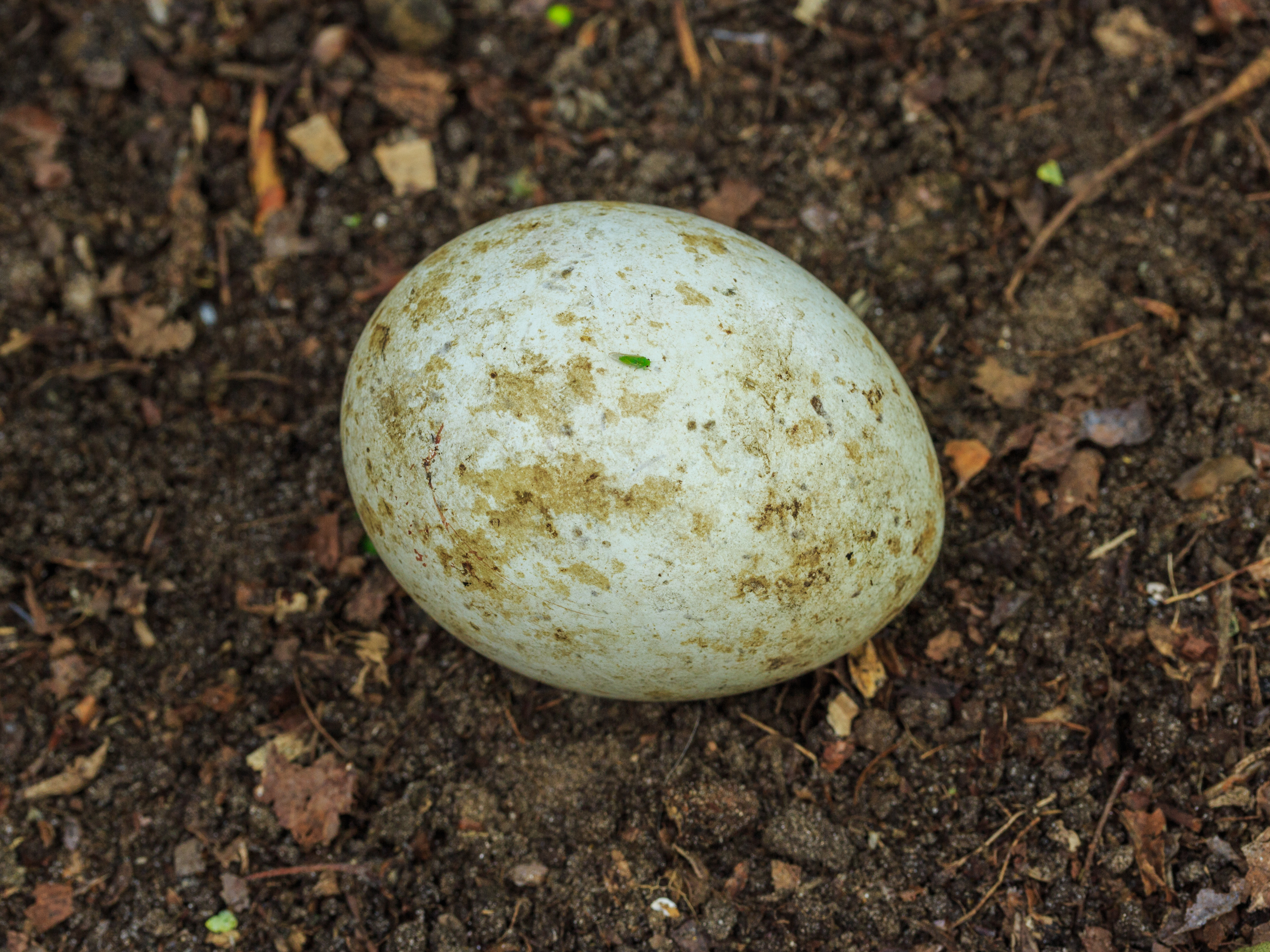
Onvruchtbaar ei van een buizerd

## Verspreiding
De vogel heeft een groot verspreidingsgebied binnen Europa en het westen van Azië. Hierbinnen worden zes ondersoorten onderscheiden:
- B. b. buteo (Europa tot in Finland, Roemenië en verder Turkije)
- B. b. insularum (Canarische Eilanden en Azoren)
- B. b. harterti (Madeira)
- B. b. pojana (Corsica, Sardinië, Sicilië, Midden- en Zuid-Italië)
- B. b. menetriesi (Oost-Turkije, de Kaukasus tot in Noord-Iran)
- B. b. vulpinus (steppebuizerd) (Noord- en Oost-Europa, Midden-Azië)

Buizerds voelen zich thuis in een gevarieerd landschap; ze hebben bomen nodig om te nestelen en open gebied om te jagen. De habitat varieert van laaglanden tot berggebieden.
De vogel is voor passanten met regelmaat te zien. Vaak zit hij op een paaltje of hek, dat benut wordt als uitkijkpost om prooien zoals mollen of veldmuizen te vinden.

### Voorkomen in Nederland
De buizerd is in Nederland een standvogel. In de winter zijn er in gebieden met een gematigd klimaat, zoals in de Benelux, meer buizerds dan in de zomer, omdat veel Scandinavische buizerds naar het zuiden trekken om te overwinteren. Dit geldt ook voor de ruigpootbuizerd (Buteo lagopus).
In de eerste helft van de twintigste eeuw was de buizerd een schaarse broedvogel. In de jaren 1970 werd het aantal broedvogels geschat op 2000 tot 2500 paar. Na het verbod op chloorkoolwaterstof-bestrijdingsmiddelen steeg het aantal snel; in 1990 waren het er meer dan 5000. Ook daarna bleef het aantal stijgen. Anno 2018-2020 wordt het aantal broedparen geschat op 11.500-20.000

## Status
Ook op wereldschaal neemt de buizerd in aantal toe. De wereldpopulatie wordt geschat op 2,0-3,5 miljoen volwassen individuen. Daarom staat de buizerd als niet bedreigd op de Rode Lijst van de IUCN.